# Aulacomya atra
Aulacomya atra is een tweekleppigensoort uit de familie van de Mytilidae. De wetenschappelijke naam van de soort is voor het eerst geldig gepubliceerd in 1782 door Molina.